# Jeffrey Jordan
Jeffrey Michael Jordan ( 18 de novembro de 1988-presente) é um ex-jogador de basquete americano que jogou pelo University of Central Florida Knights e pela University of Illinois Fighting Illini . Jordan é o filho mais velho do jogador de basquete aposentado do Hall da Fama, Michael Jordan .

## Colegial
Jeffrey Jordan foi alvo de atenção da mídia local e nacional como estudante do ensino médio, e teve três de seus jogos nessa época exibidos nacionalmente na ESPN em 2007. Em Loyola, foi titular por três anos e foi Liga All-Católica duas vezes. Foi escolhido para o Jordan Brand Classic de 2007.

## Faculdade
Jordan se formou na Academia Loyola em 26 de maio de 2007. Recebeu ofertas de bolsas de estudo a partir de Valparaiso e Loyola University Chicago, e foi recrutado ativamente como preferido walk-on por Davidson, Penn State, Northwestern e Universidade de Illinois . Jordan decidiu jogar como candidato preferencial na Universidade de Illinois e se matriculou na universidade em 2007 como major de psicologia com uma bolsa de estudos acadêmica. Em 22 de janeiro de 2009, foi anunciado pela universidade que Jordan receberia uma bolsa esportiva completa.
Em 24 de junho de 2009, anunciou que estava deixando o time de basquete da Universidade de Illinois para se concentrar na escola e em sua "vida após o basquete". Jordan decidiu mais tarde retornar ao time, mas após a temporada 2009-10, recebeu uma liberação para se transferir para a Universidade da Flórida Central ao lado de seu irmão Marcus.
Em janeiro de 2012, Jordan deixou a equipe da UCF por "razões pessoais".

## Vida pessoal
Jordan é o mais velho de cinco filhos. Seus irmãos completos são Marcus e Jasmine, e seu pai contém filhas gêmeas, Ysabel e Victoria, com sua segunda esposa. Seus pais se casaram em uma capela de casamentos em Las Vegas quando Jordan era bebê, e depois se divorciaram quando o mesmo estava no ensino médio. Eles compartilharam a custódia de seus três filhos.
Em 4 de novembro de 2013, Jordan começou a viver em Portland, Oregon, onde ingressou no programa de treinamento em gerenciamento da Nike Inc.
Em 2018, Jordan e sua namorada Radina Aneva anunciaram o noivado e se casaram em maio de 2019.

## Na cultura popular
No filme Space Jam de 1996, Jordan foi interpretado por Manner Washington.